# Calceolaria pallida
Calceolaria pallida är en toffelblomsväxtart som beskrevs av Rodolfo Amando Philippi. Calceolaria pallida ingår i släktet toffelblommor, och familjen toffelblomsväxter. Inga underarter finns listade i Catalogue of Life.